# Seniorat dunajsko-nitrzański
Seniorat dunajsko-nitrzański (słow. Dunajsko-nitriansky seniorát) – jeden z senioratów Dystryktu Zachodniego Ewangelickiego Kościoła Augsburskiego Wyznania na Słowacji z siedzibą w Nesvadach. Na seniorat składają się 32 zbory z 10.387 członkami.
W jego skład wchodzą zbory: Bátovce, Bohunice, Čankov, Devičany, Diakovce, Drženice, Farná, Gbelce, Hontianska Vrbica, Jabloňovce, Jur nad Hronom, Kalná nad Hronom, Kolárovo, Komárno, Levice, Neded, Nesvady, Nitra, Nové Sady, Nowe Zamki, Plavé Vozokany, Pohronský Ruskov, Pribeta, Pukanec, Rastislavice, Svätoplukovo, Svätý Peter, Tekovské Lužany, Zemianska Olča – Lipové, Zlaté Moravce, Želiezovce, Žemberovce.